# Калиакра
Калиакра (греч. Καλή Άκρη, болг. Калиакра, тур. Celigra Burun, итал. Capo Calacria, рум. Caliacra) — мыс, расположенный в Болгарии, в 12 километрах к востоку от города Каварна и в 60 км к северо-востоку от города Варна, в юго-восточной части Добруджанского плато.
Мыс выдается в Чёрное море приблизительно на два километра и является природным и археологическим заповедником, входящим в перечень ста крупнейших туристических достопримечательностей Болгарии.
Залив, защищаемый мысом от суровых зимних ветров, является традиционным местом убежища от непогоды морских судов. Берега мыса Калиакра — лифового типа, высота отвесных скал достигает 70 метров.

## Название
Страбон называет мыс Тиризис (др.-греч. Τιρίζης).
В средневековых хрониках встречаются различные названия этого места: Тиризис, Тиристис, Акре, Акре Кастелум, Калиакра, Калацекра, Килагре, Геларе. Современное название Калиакра происходит из греческого языка: это сочетание слов «καλή» («красивый или добрый») и «άκρη» («мыс») и традиционно переводится как «Красивый мыс».

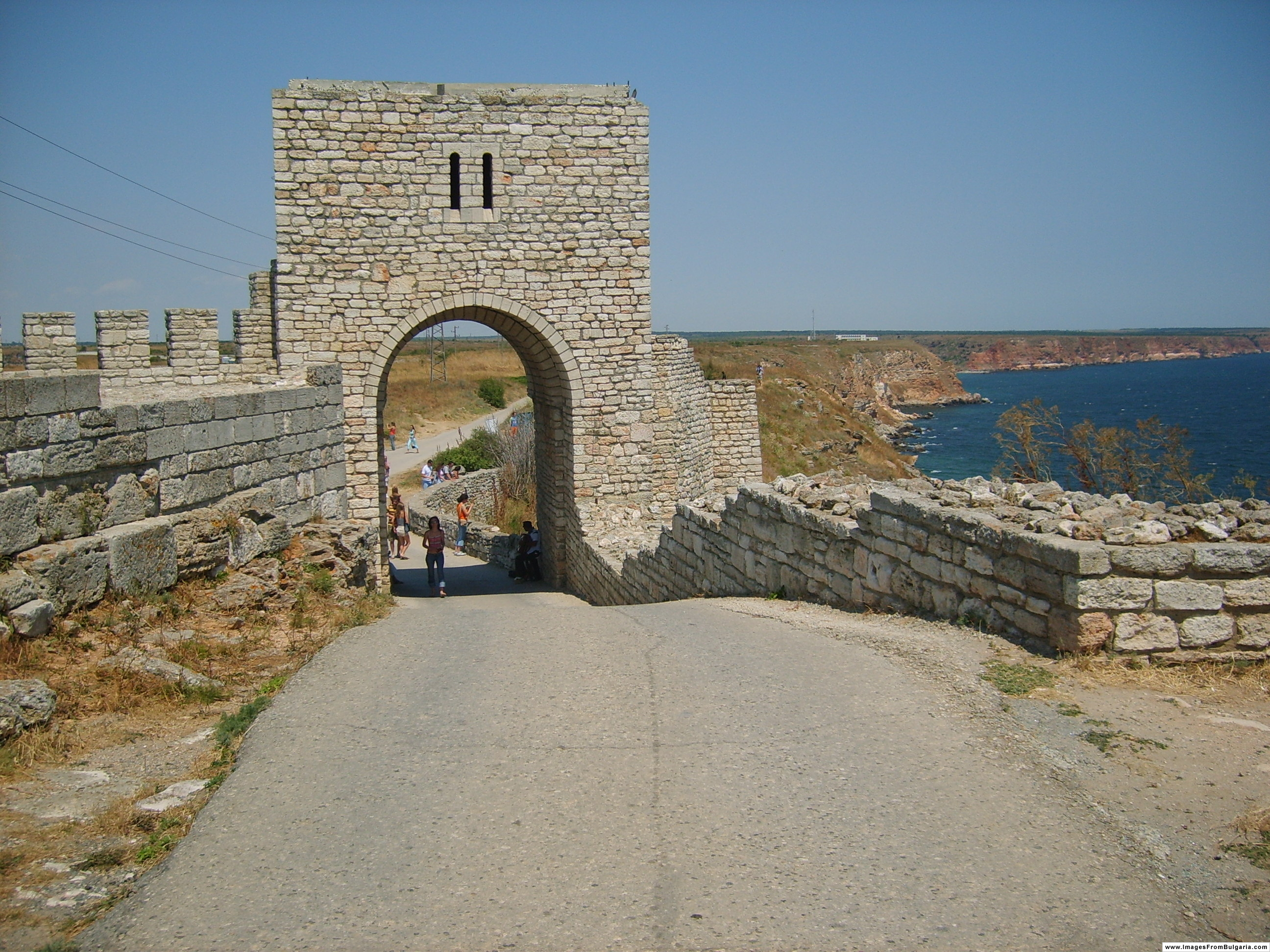
Реконструированные ворота средневековой крепости Калиакра

## История
В первой половине IV века до нашей эры на мысе возникло укреплённое поселение тиризов, которое за следующие столетия превратилось в один из значительных политико-религиозных центров этой области Причерноморья. Около середины V века до нашей эры владения тиризов вошли во состав Одрисского царства.
По Страбону во время македонской колонизации фракийский Тиризис стал крепостью преемника Александра Македонского Лисимаха, который спрятал в пещерах мыса свои несметные богатства.

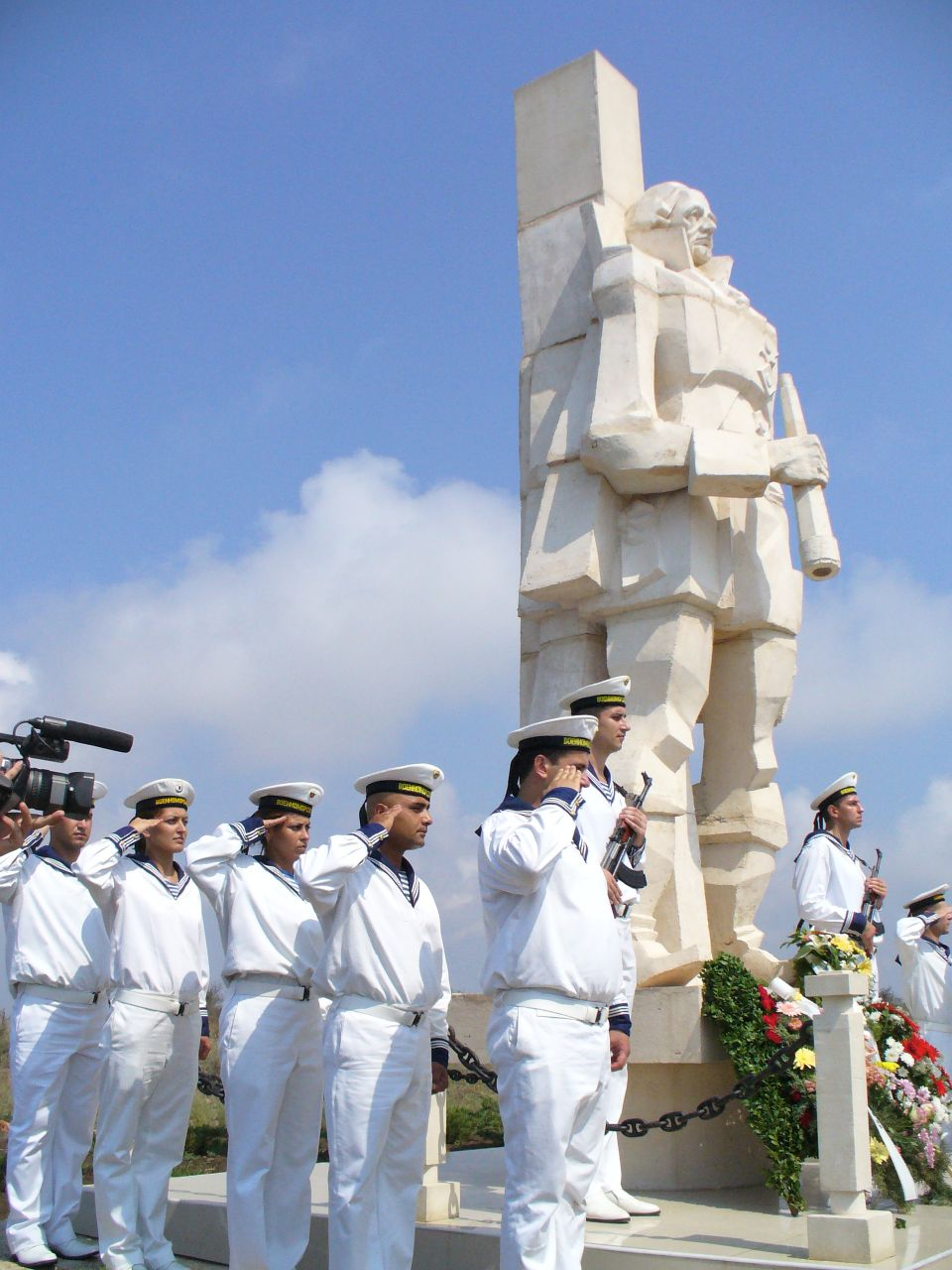
Матросы и офицеры болгарских ВМС отдают воинские почести памятнику Фёдору Ушакову на мысе Калиакра

Во время существования Добруджанского деспотата его правитель Добротица перенёс столицу из Каварны в крепость на мысе Калиакра.
Мыс Калиакра овеян легендами благодаря его стратегическому положению на Чёрном море и скалистым берегам. Это одно из немногих мест в этих краях, где можно было осуществить высадку морского десанта — корабли могли подойти к скалам, не рискуя сесть на мель у песчаных берегов с нестабильным фарватером. 31 июля (11 августа) 1791 года во время русско-турецкой войны у мыса происходило сражение, в котором русский флот под командованием контр-адмирала Фёдора Ушакова разбил турецкие и алжирские корабли.
Турецкая эскадра Хусейн-паши в составе 18 линейных, 10 больших и 7 малых фрегатов и более 43 мелких кораблей, вооруженная 1600 пушками, 31 июля 1791 года расположилась здесь под защитой береговых батарей. Сражение началось около 15.00 пополудни. Причем адмирал Ушаков вступил в бой с ходу, в походном строю, а не выстроившись в боевой порядок для обстрела, как то предписывала морская наука того времени. Его эскадра появилась из-за мыса Калиакра так внезапно, что турки не успевали поднять якоря и рубили канаты, чтобы встать под паруса. Суматоха привела к тому, что суда сталкивались между собой и ломали рангоут. На одном из линейных кораблей рухнула бизань-мачта, другой сломал себе бушприт.
«Около 15.15 капудан-паша Хусейн начал строить линию баталии на левом галсе, — пишет в книге „Великие сражения русского парусного флота“ военный историк Александр Чернышев. — Командовавший авангардом алжирский паша Саид-Али, видя нерешительность командующего флотом, повел за собой часть кораблей и построил линию баталии на левом галсе. За ним последовал и Хусейн.
Ф. Ф. Ушаков, преследовавший турок в трех колоннах, около 15.30 перестроил флот в линию баталии на тот же галс и, сомкнув дистанции между кораблями, атаковал неприятеля. Корабль „Рождество Христово“ под флагом Ф. Ф. Ушакова в 16.15 вышел из линии баталии и, подойдя на расстояние полукабельтова к носу корабля алжирского флагмана Саид-Али, сбил у него фор-стеньгу и грот-марса-рей и нанес такие повреждения, что заставило того отступить за другие корабли».
Сражение закончилось за три часа, турецкая эскадра, потеряв до половины своего состава в кораблях и 450 человек убитыми и ранеными, отправилась восвояси. Потери русского флота были 17 человек убитыми и 27 ранеными, а незначительные повреждения кораблей были устранены за трое суток.
В Болгарии Ушакова почитают как православного святого и флотоводца, развеявшего миф о непобедимости турецкой армады. Считается, что именно с битвы при Калиакре началось движение Балкан к освобождению от турецкого ига.
Первый современный маяк на мысе был построен в 1866 году, в настоящее время на мысе находится 10-метровый цилиндрический маяк, построенный в 1901 году.
В 1979 году возле мыса Калиакра была создана первая в истории Болгарии устричная ферма.
Вдоль дороги из Каварны к мысу установлено несколько десятков ветрогенераторов.

## Легенды

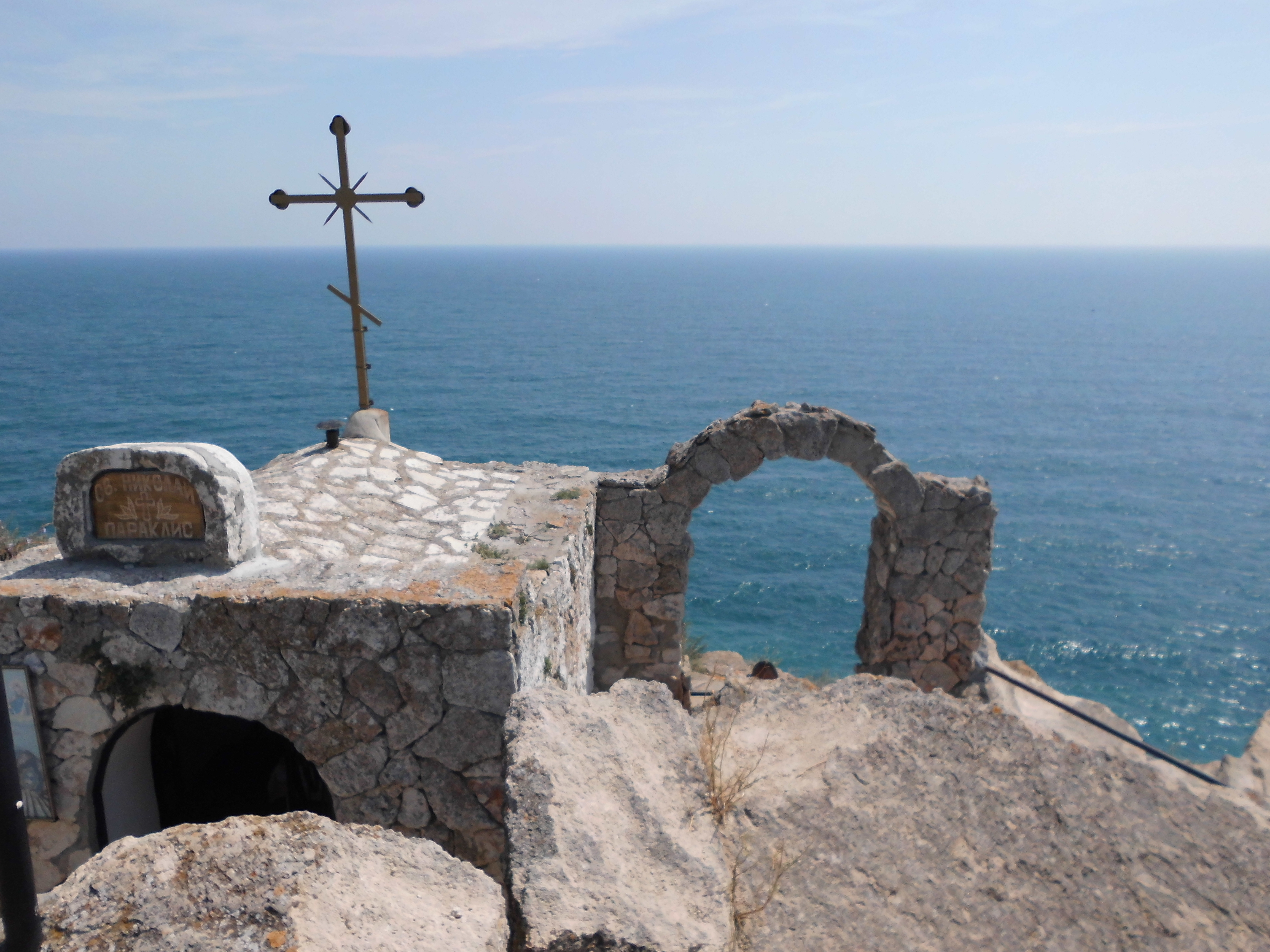
Часовня Николая Чудотворца

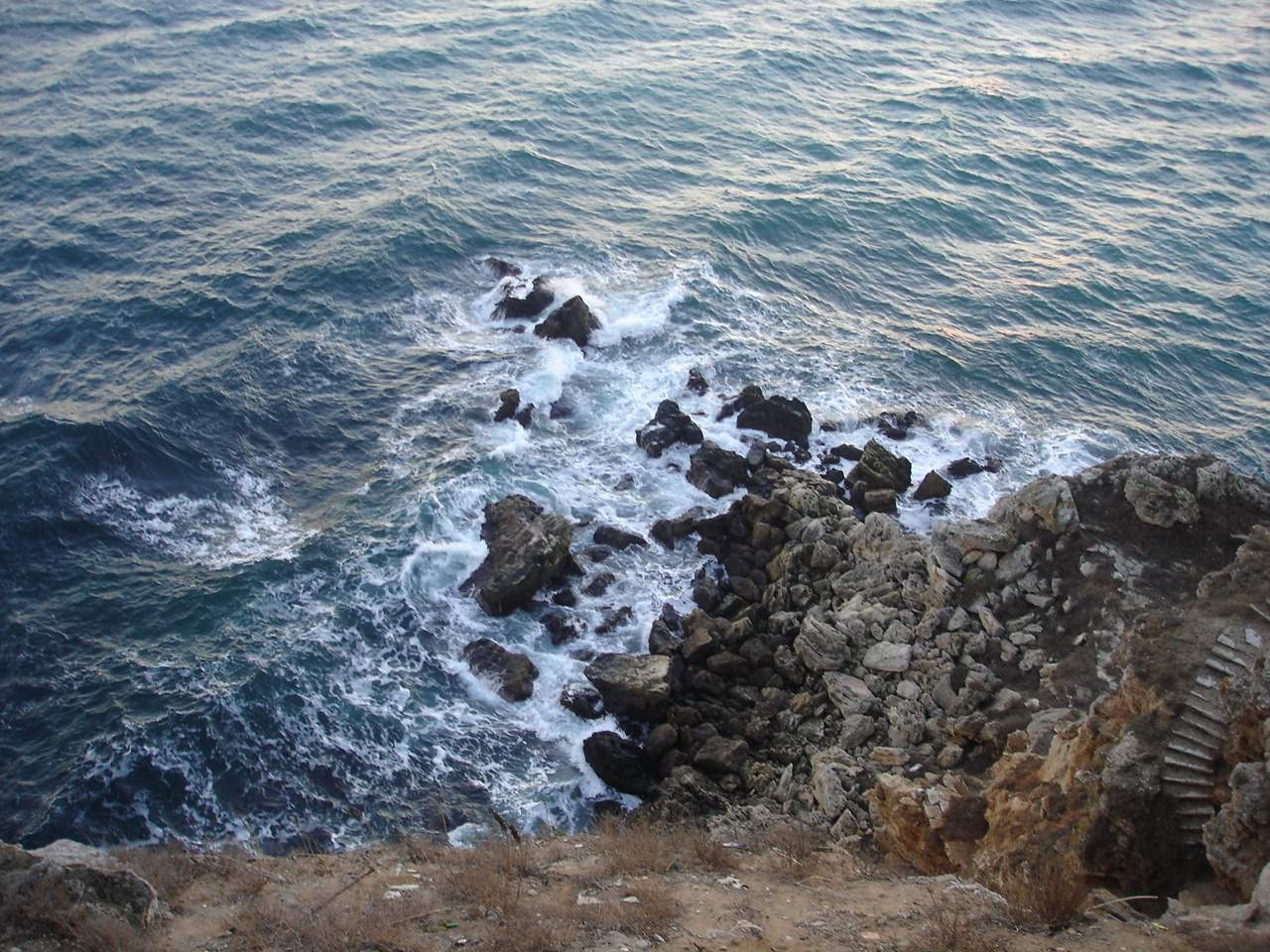
Скалы, на которых (по легенде) погибли болгарские девушки.

Наиболее известная легенда об этом мысе о 40 болгарских девушках, которые предпочли связать свои косы и броситься в Чёрное море с мыса Калиакра, вместо того чтобы быть пленёнными османами. В честь этой легенды поставлен обелиск при входе в один из маленьких заливов под названием «Ворота 40 Девиц».
Другая легенда связана с Николаем Чудотворцем, в 1993 году построена часовня с изображением его могилы. При правлении Османской империи также существовала обитель дервишей на том же месте.

## Фауна
В районе мыса Калиакра можно наблюдать дельфинов, баклановых и ластоногих.

## Память
- Ледник (англ. Kaliakra Glacier) на острове Смоленск Южных Шетландских островов Антарктиды назван в честь мыса Калиакра.
- Имя «Калиакрия» носил эсминец Российского императорского флота, названный так в честь победы в сражении при Калиакрии, одержанной Ушаковым над турецко-алжирским флотом в 1791 году в ходе Русско-турецкой войны 1787—1791 годов.